# Yoichi Ochiai
Yoichi Ochiai (en japonés: 落合陽一, Ochiai Yōichi; nacido el 16 de septiembre de 1987) es un artista de medios digitales, investigador, empresario y académico japonés reconocido internacionalmente por su trabajo pionero en el campo de la "naturaleza digital" (Digital Nature). Es profesor asociado en la Universidad de Tsukuba, donde dirige el Centro de Desarrollo e Investigación de la Naturaleza Digital, y es el fundador de Pixie Dust Technologies, una empresa de tecnología especializada en metamateriales y tecnologías de ondas.
Ochiai es ampliamente conocido por sus innovaciones en tecnologías de levitación acústica, hologramas táctiles e interacción humano-computadora, así como por su filosofía de integración entre la tecnología digital y el mundo natural. Su trabajo abarca múltiples disciplinas, desde la ciencia de la computación y la física hasta el arte multimedia y el diseño, estableciéndolo como una figura única en la intersección entre ciencia, tecnología y arte.
Como artista, Ochiai ha desarrollado el concepto de "naturaleza digital", que propone una nueva forma de entender la relación entre lo físico y lo digital, donde la tecnología no se opone a la naturaleza sino que se integra con ella de manera orgánica. Esta filosofía ha influido tanto en su investigación científica como en sus obras artísticas, que han sido exhibidas en museos y galerías de todo el mundo.
Actualmente, uno de sus proyectos más visibles es su rol como director de diseño del pabellón "null²" para la Exposición Universal de Osaka-Kansai 2025, donde presentará una demostración paradigmática de sus conceptos de naturaleza digital.

## Biografía

### Primeros años y formación
Yoichi Ochiai nació el 16 de septiembre de 1987 en el distrito de Minato, Tokio, en una familia con antecedentes en el periodismo y la comunicación. Su padre es Nobuhiko Ochiai, un reconocido periodista japonés. Esta exposición temprana al mundo de los medios y la comunicación influiría posteriormente en su enfoque interdisciplinario hacia la tecnología y el arte.
Durante su juventud, Ochiai mostró un interés excepcional por la ciencia y la tecnología, lo que lo llevó a ingresar en la prestigiosa Escuela Secundaria Kaisei, una de las instituciones educativas más selectivas de Japón, conocida por su excelencia académica en ciencias. Se graduó de Kaisei en 2007, demostrando ya entonces su capacidad para combinar el pensamiento analítico con la creatividad.

### Educación universitaria
En 2011, Ochiai se graduó de la Universidad de Tsukuba con una licenciatura en Ciencias de la Información, específicamente del Grupo de Ciencias de la Información, Clase de Creación de Medios de Información. Durante sus años de pregrado, comenzó a desarrollar su interés por la intersección entre la tecnología digital y las experiencias sensoriales humanas, un tema que se convertiría en el núcleo de su trabajo posterior.
Continuó sus estudios de posgrado en la Universidad de Tokio, donde ingresó al programa de maestría en la Escuela de Graduados de Estudios de Información Interdisciplinaria en 2011. Durante este período, comenzó a explorar las posibilidades de la levitación acústica y las interfaces hápticas, trabajo que llamaría la atención internacional. En 2013, completó su maestría y fue seleccionado como becario especial de investigación (DC1) de la Sociedad Japonesa para la Promoción de la Ciencia.
Su trabajo doctoral, completado en 2015 en la misma institución, se centró en el desarrollo de tecnologías de interacción humano-computadora utilizando ondas ultrasónicas. Su investigación doctoral incluyó el desarrollo de sistemas de levitación acústica que permitían la manipulación de objetos pequeños en el aire, inspirándose en los sistemas de ecolocalización de los delfines. Este trabajo revolucionario estableció las bases para muchas de sus innovaciones posteriores y le valió reconocimiento internacional en la comunidad científica.

## Actividad académica e investigación

### Centro de Desarrollo e Investigación de la Naturaleza Digital
En 2020, Ochiai fue nombrado director del Centro de Desarrollo e Investigación de la Naturaleza Digital en la Universidad de Tsukuba, una posición que le permitió expandir significativamente su visión de integración entre lo digital y lo físico. El centro, bajo su liderazgo, se ha convertido en un hub internacional para la investigación en tecnologías emergentes que buscan redefinir la relación entre humanos, computadoras y el entorno natural.
El laboratorio de Ochiai, que cuenta con aproximadamente 50 investigadores, se dedica a una combinación interdisciplinaria que abarca "ciencia informática, física, biología, ingeniería de ondas, ciencia de materiales, interacción, usabilidad, expresión artística y diseño". Esta aproximación holística refleja la filosofía de Ochiai de que las fronteras tradicionales entre disciplinas deben disolverse para abordar los desafíos tecnológicos del siglo XXI.

### Investigación en levitación acústica
Una de las contribuciones más significativas de Ochiai al campo de la interacción humano-computadora ha sido su trabajo pionero en levitación acústica. Su investigación ha demostrado cómo las ondas ultrasónicas pueden utilizarse para suspender y manipular objetos pequeños en el aire, creando interfaces táctiles tridimensionales que no requieren contacto físico directo.
La tecnología desarrollada por Ochiai, en colaboración con Takayuki Hoshi y Jun Rekimoto, utiliza arrays de transductores ultrasónicos para crear campos acústicos complejos que pueden atrapar partículas y pequeños objetos en puntos específicos del espacio. Estos sistemas permiten no solo la levitación de objetos, sino también su manipulación controlada, abriendo posibilidades para nuevas formas de interacción humano-computadora que trascienden las interfaces tradicionales basadas en pantallas táctiles.
Su investigación en este campo ha sido publicada en prestigiosas revistas académicas y ha recibido múltiples reconocimientos internacionales.

### Hologramas táctiles
Otro aspecto revolucionario del trabajo de Ochiai ha sido el desarrollo de hologramas que pueden ser percibidos táctilmente. Utilizando láseres de femtosegundos, su equipo ha logrado crear hologramas suspendidos en el aire que generan sensaciones táctiles cuando los usuarios interactúan con ellos. Esta tecnología utiliza pulsos de láser extremadamente cortos para ionizar moléculas de aire, creando plasma que puede ser detectado por la piel humana.
Los hologramas táctiles de Ochiai representan un avance significativo en el campo de la realidad aumentada y las interfaces hápticas. A diferencia de los hologramas tradicionales que solo pueden ser vistos, estos hologramas pueden ser sentidos, proporcionando retroalimentación táctil que enriquece la experiencia del usuario. La sensación ha sido descrita por Ochiai como similar al papel de lija, mientras que otros colaboradores la comparan con una descarga estática suave.

### Proyecto xDiversity
Uno de los proyectos más ambiciosos y socialmente significativos de Ochiai es xDiversity, una iniciativa de investigación financiada por la Agencia de Ciencia y Tecnología de Japón (JST CREST) que busca crear una sociedad más inclusiva a través de la tecnología. El proyecto, del cual Ochiai es el investigador principal, explora cómo la inteligencia artificial y las aplicaciones de fabricación digital pueden servir como pilares para un nuevo tipo de manufactura personalizada que permita crear productos adaptados para personas que tradicionalmente han sido marginadas.
La filosofía detrás de xDiversity desafía el concepto tradicional de "diseño universal", que Ochiai considera problemático. Como él mismo ha expresado: "Diseño universal es un término que me resulta muy extraño. Universal significa que algo se fabrica para la mayoría, no para la minoría". En lugar de crear productos para el usuario promedio, xDiversity busca desarrollar tecnologías que puedan adaptarse automáticamente a las necesidades específicas de cada individuo.

## Actividad como artista de medios

### Filosofía artística y concepto de naturaleza digital
Como artista de medios, Ochiai ha desarrollado una filosofía única que busca redefinir la relación entre la tecnología digital y el mundo natural. Su concepto de "naturaleza digital" propone que la tecnología no debe ser vista como algo opuesto o separado de la naturaleza, sino como una extensión orgánica de ella. Esta perspectiva ha influido profundamente tanto en su trabajo artístico como en su investigación científica.
Según Ochiai, "Es una nueva naturaleza y la llamamos naturaleza digital, porque el ser humano está creando una nueva naturaleza a través de la computación". El manifiesto artístico de Ochiai, "Materialización de la computadora: confrontando la naturaleza, rumiando la nostalgia y las emociones entre la masa y las imágenes", refleja su interés en explorar las fronteras entre lo físico y lo digital.
Ochiai considera el arte de medios como "Arte Vernáculo de la Naturaleza Digital", estableciendo paralelos entre las prácticas artísticas tradicionales que utilizan materiales naturales locales y las nuevas formas de arte que utilizan tecnologías digitales como medio de expresión. Esta perspectiva le permite conectar tradiciones artísticas milenarias con las posibilidades más avanzadas de la tecnología contemporánea.

### Obras principales y exposiciones
Desde aproximadamente 2010, Ochiai ha mantenido una prolífica carrera como artista, realizando varias exposiciones individuales y grupales cada año, así como participando en la comunicación internacional de la cultura japonesa. Sus obras han sido exhibidas en museos, galerías y festivales de arte de todo el mundo, estableciéndolo como una figura importante en el panorama del arte contemporáneo internacional.
Una de sus obras más emblemáticas es "null²" (pronunciado "nuru-nuru"), una instalación que explora la relación entre el vacío y la materialidad en el contexto digital. Esta obra, que será presentada como pabellón insignia en la Exposición Universal de Osaka-Kansai 2025, representa la culminación de años de investigación sobre la intersección entre lo físico y lo digital.
Otra obra significativa es la exposición permanente "Digitalmente Natural - Naturalmente Digital" en el Museo Nacional de Ciencias Emergentes e Innovación (Miraikan) de Tokio, instalada en 2019. Esta exposición permite a los visitantes experimentar directamente los conceptos de naturaleza digital a través de instalaciones interactivas que combinan tecnologías de vanguardia con experiencias sensoriales inmersivas.

## Contribución social y cargos públicos

Vista exterior del Pabellón null² diseñado por Ochiai para la Exposición Universal de Osaka-Kansai 2025

### Exposición Universal de Osaka-Kansai 2025
Uno de los roles más visibles de Ochiai en el ámbito público es su posición como director de diseño del pabellón "null²" para la Exposición Universal de Osaka-Kansai 2025. Como responsable del diseño conceptual y técnico del proyecto, Ochiai ha liderado el desarrollo de esta instalación que servirá como una demostración paradigmática de los conceptos de naturaleza digital que ha desarrollado a lo largo de su carrera.
El pabellón "null²" está diseñado como "una estructura arquitectónica que posee tanto lo físico como lo digital, simbolizando la naturaleza digital". La instalación promete ser una de las atracciones más innovadoras de la exposición, ofreciendo a los visitantes una experiencia inmersiva que desafía las percepciones tradicionales sobre la relación entre tecnología y naturaleza.

Vista interior del Pabellón null² mostrando la instalación interactiva diseñada por Ochiai

El proyecto representa la culminación de años de investigación y desarrollo artístico de Ochiai, proporcionando una plataforma para demostrar cómo las tecnologías emergentes pueden crear nuevas formas de experiencia humana. Se espera que el pabellón atraiga a millones de visitantes de todo el mundo y sirva como un escaparate para las capacidades tecnológicas y artísticas de Japón bajo la dirección creativa de Ochiai.

### Participación en políticas gubernamentales
Ochiai ha desempeñado un papel importante en la formulación de políticas tecnológicas en Japón, sirviendo en múltiples comités y consejos gubernamentales. Su experiencia en tecnologías emergentes y su perspectiva interdisciplinaria lo han convertido en un asesor valioso para el gobierno japonés en temas relacionados con la innovación tecnológica y la transformación digital.
Entre sus roles más significativos se encuentra su participación como miembro del Consejo Visionario del programa "Moonshot" del Gabinete, una iniciativa gubernamental ambiciosa que busca desarrollar tecnologías revolucionarias para abordar desafíos sociales importantes. Como Embajador Moonshot, Ochiai ha ayudado a definir las direcciones estratégicas para la investigación y desarrollo tecnológico a largo plazo en Japón.

### Embajador cultural
En 2020-2021, Ochiai fue designado como Embajador Cultural de la Agencia de Asuntos Culturales de Japón, un rol que le permitió promover la cultura japonesa a través de la tecnología y el arte. En esta capacidad, ha trabajado para crear puentes entre las tradiciones culturales japonesas y las tecnologías más avanzadas, demostrando cómo la innovación puede servir para preservar y revitalizar el patrimonio cultural.

## Actividad empresarial

### Pixie Dust Technologies
En 2015, paralelamente a su carrera académica, Ochiai fundó Pixie Dust Technologies, una empresa de tecnología que busca la transformación digital del espacio y la implementación social de tecnologías originadas en universidades. La empresa fue establecida con el propósito de "comercializar productos innovadores y metamateriales utilizando su tecnología propietaria de control de ondas HAGEN".
Pixie Dust Technologies se ha especializado en el desarrollo de tecnologías de interfaz humana y simulación computacional, creando productos que van desde tecnología de altavoces táctiles hasta metamateriales avanzados. La empresa ha trabajado en la transformación digital de sitios de construcción y en la implementación social de tecnología, incluyendo soluciones de continuidad de negocio para la protección contra el coronavirus.
Uno de los desarrollos más significativos de la empresa fue la plataforma "magickiri", desarrollada en 2020 para ayudar a las empresas a analizar el riesgo de propagación de COVID-19 en sus espacios interiores. Esta plataforma utilizó tecnologías de simulación avanzada para modelar la dispersión de aerosoles y proporcionar recomendaciones para la configuración segura de espacios de trabajo durante la pandemia.

### Evolución corporativa
La empresa experimentó un período de cotización pública en el mercado NASDAQ de Nueva York en 2023, convirtiéndose en una de las pocas empresas japonesas de tecnología emergente en lograr esta distinción. Sin embargo, en 2024, la empresa tomó la decisión estratégica de volver a ser privada, retirándose de la cotización pública. Esta decisión reflejó un cambio en la estrategia corporativa hacia un enfoque más centrado en el desarrollo tecnológico a largo plazo, libre de las presiones de los mercados públicos de capital.

## Premios y reconocimientos

### Reconocimientos internacionales
El trabajo de Ochiai ha sido reconocido con numerosos premios y honores internacionales que reflejan tanto la calidad técnica de su investigación como su impacto en múltiples campos. Ha recibido el World Technology Award en 2015, uno de los reconocimientos más prestigiosos en el campo de la tecnología emergente.
También ha sido galardonado cinco veces en cuatro años consecutivos con el Laval Virtual Award del festival Laval Virtual, el festival de realidad virtual más grande de Europa. Este reconocimiento repetido subraya la consistencia y la innovación continua de su trabajo en el campo de las tecnologías inmersivas.
En 2016, recibió el Premio de Honor Prix Ars Electronica, uno de los premios más prestigiosos en el campo del arte digital y la tecnología. Este reconocimiento estableció su reputación como una figura importante en la intersección entre arte y tecnología a nivel internacional.

### Premios europeos y estadounidenses
Ochiai ha recibido el STARTS Prize de la Unión Europea, un premio que reconoce proyectos innovadores en la intersección de ciencia, tecnología y arte. Este premio refleja el reconocimiento europeo de su contribución al desarrollo de nuevas formas de expresión artística basadas en tecnología.
En 2019, recibió el SXSW Creative Experience ARROW Awards, un reconocimiento otorgado en uno de los festivales de tecnología y cultura más influyentes de Estados Unidos. Este premio destacó su capacidad para crear experiencias que combinan innovación tecnológica con impacto cultural significativo.
También fue incluido en la lista "Apollo Magazine 40 UNDER 40 ART and TECH", un reconocimiento que identifica a las figuras más influyentes menores de 40 años en la intersección entre arte y tecnología. Esta inclusión reflejó su estatus como una de las voces más importantes de su generación en estos campos.

### Reconocimientos académicos
En el ámbito académico, Ochiai ha recibido numerosos reconocimientos por su investigación. Fue seleccionado como Super Creador del programa Mirai (未踏) de la Organización de Promoción de Tecnología de la Información de Japón, un programa que identifica y apoya a jóvenes talentos excepcionales en tecnología.
En 2020, fue seleccionado para la lista "MIT Technology Review Innovators Under 35 Japan", un reconocimiento que identifica a los jóvenes innovadores más prometedores en tecnología. En 2022, fue seleccionado como miembro de los Young Global Leaders del Foro Económico Mundial, un programa que identifica y desarrolla a líderes jóvenes con potencial para dar forma al futuro global. Esta selección reconoció tanto sus logros técnicos como su potencial para influir en el desarrollo tecnológico y social a nivel mundial.

## Obras publicadas

### Libros y publicaciones principales
Ochiai ha sido autor de numerosas publicaciones que exploran la intersección entre tecnología, arte y sociedad. Su colección de fotografías "Longing for Mass" (amana, 2019) representa una exploración visual de los conceptos de materialidad y digitalidad que son centrales a su trabajo. Esta obra combina fotografía artística con reflexiones teóricas sobre la naturaleza de la experiencia física en la era digital.
Sus escritos teóricos han aparecido en múltiples publicaciones académicas y culturales, donde ha desarrollado y refinado su concepto de naturaleza digital. Estos textos han sido influyentes en el desarrollo de nuevos marcos teóricos para entender la relación entre tecnología y experiencia humana.

### Obras de arte digital y NFT
En 2021, Ochiai incursionó en el mundo de los tokens no fungibles (NFT) con su obra "Re-Digitalization of Waves", publicada en la plataforma Foundation. Esta obra representa una exploración de cómo las tecnologías blockchain pueden utilizarse para crear nuevas formas de propiedad y distribución de arte digital.

## Legado e influencia

### Impacto en la investigación tecnológica
El trabajo de Ochiai ha tenido un impacto significativo en múltiples campos de investigación tecnológica. Sus innovaciones en levitación acústica han inspirado nuevas líneas de investigación en universidades de todo el mundo, y sus conceptos sobre naturaleza digital han influido en el desarrollo de nuevos marcos teóricos para entender la relación entre tecnología y sociedad.
Su enfoque interdisciplinario ha demostrado el valor de combinar investigación técnica rigurosa con perspectivas artísticas y humanísticas. Este modelo ha inspirado a una nueva generación de investigadores que buscan abordar problemas complejos desde múltiples perspectivas disciplinarias.

### Influencia en el arte contemporáneo
Como artista, Ochiai ha contribuido significativamente al desarrollo del arte de medios y el arte digital contemporáneo. Su concepto de naturaleza digital ha proporcionado un nuevo marco conceptual para artistas que trabajan con tecnología, ofreciendo una alternativa a las narrativas tradicionales que oponen tecnología y naturaleza.
Sus obras han sido influyentes en el desarrollo de nuevas formas de curaduría y exhibición de arte tecnológico, y han ayudado a establecer nuevos estándares para la integración de tecnología avanzada en contextos artísticos. Su trabajo ha demostrado que el arte tecnológico puede ser tanto técnicamente sofisticado como conceptualmente profundo.